# Eupithecia suspectata
Eupithecia suspectata är en fjärilsart som beskrevs av Karl Dietze 1871. Eupithecia suspectata ingår i släktet Eupithecia och familjen mätare. Inga underarter finns listade i Catalogue of Life.